# IC 4132
IC 4132 ist ein Stern im Sternbild Canes Venatici am Nordsternhimmel, die der Astronom Max Wolf am 21. März 1903 fälschlich als IC-Objekt beschrieb.